# مارنردایش
مارنردایش (به آلمانی: Marnerdeich) یک شهر در آلمان است که در دیمارشن واقع شده‌است. مارنردایش ۳۵۷ نفر جمعیت دارد.